# New Hunwick
New Hunwick – wieś w Anglii, w hrabstwie Durham. Leży 13 km na południowy zachód od miasta Durham i 369 km na północ od Londynu.